# Tostigo
Tostigo (em latim: Tostigus), também conhecido como Tostigo Filho de Goduíno (Tostig Godwinson; cerca 1026 - 25 de setembro, 1066) foi filho de Goduíno de Wessex e da sua segunda mulher Gita e irmão de Haroldo II, o último rei saxão de Inglaterra. Tostigo casou com Judite, filha de Balduíno IV da Flandres, Conde da Flandres.
Tostigo foi nomeado Conde de Nortúmbria através da influência do pai. Não foi, no entanto, um bom governante e a população local revoltou-se em 1065, apoiada pelo irmão Haroldo, na altura Conde de Wessex e Ânglia Oriental. Tostigo foi obrigado a fugir para a Noruega e não perdoou a falta de solidariedade familiar de Haroldo.
Juntamente com o rei Haroldo III da Noruega, Tostigo invadiu a Inglaterra no Verão de 1066. Haroldo de Inglaterra interceptou os invasores e, a 25 de setembro derrotou-os na batalha de Stamford Bridge. Tostigo morreu na batalha.